# Johann Grienwald
Johann Grienwald (* um 1600 in Niederaltaich; † 10. Dezember 1662 in Spitz (Niederösterreich)) war ein Benediktiner und von 1634 bis 1648 als Johann V. Abt der Abtei Niederaltaich.
Nach dem Studium der Theologie an der Benediktineruniversität Salzburg war Johann Grienwald zunächst als Pfarrer von Nabburg erfolgreich im Versuch der Rekatholisierung tätig. Unter seinem Vorgänger Johann Heinrich Luz von Rizmannsdorf hatte Grienwald bereits als Prior und Wirtschaftsdirektor Verantwortung übernommen. Seit 1629 wirkte er als Propst von Spitz in der Wachau, bevor er 1634 mit der Leitung der im Januar des Jahres durch Brand zerstörten Abtei betraut wurde. Mit dem Passauer Kloster Niedernburg traf er 1638 die Übereinkunft, dass Niederaltaich künftig den Beichtvater für die dortigen Benediktinerinnen stellen sollte.
Trotzdem seine Amtszeit in die Notzeit des Dreißigjährigen Kriegs fiel, war sie von einer Verschwendungssucht geprägt, die zum Eingreifen von Landesherrn und Bischof führte und die wiederholte Bestellung von Administratoren erforderlich machte. Beim Kriegsende 1648 resignierte er als Abt und ging wieder als Propst nach Spitz, wo seiner Amtsführung gleichfalls wirtschaftliche Unfähigkeit vorgeworfen wurde, indem er hier „ziemliche Schulden, schlechte Gebäude und nachteilige Kontrakte wegen der Weinberge hinterlassen habe“.